# Adalbert Bezzenberger
Adalbert Bezzenberger (Kassel, 14 aprile 1851 – Königsberg, 31 ottobre 1922) è stato un filologo tedesco, era considerato il fondatore della filologia baltica.

## Biografia
Studiò le lingue indo-germaniche presso le università di Gottinga e Monaco. Nel 1874 divenne docente a Gottinga e nel 1879 professore di sanscrito presso l'Università di Königsberg. Dal 1890-91 fu rettore di questa università.

## Opere principali
- Beiträge zur Geschichte der Litauischen Sprache auf Grund litauischer Texte des 16. und 17. Jahrhunderts, Göttingen: Peppmüller, 1877.
- Litauische Forschungen. Beiträge zur Kenntniss der Sprache und des Volkstumes der Litauer, Göttingen: Peppmüller, 1882.
- Lettische Dialektstudien, Göttingen: Vandenhoeck & Ruprecht, 1885.
- Über der Sprache der Preußischen Letten, Göttingen: Vandenhoeck & Ruprecht, 1888.
- Die Kurische Nehrung und ihre Bewohner, Stuttgart: Engelhorn, 1889 (=Forschungen zur deutschen Landes- und Volkskunde; vol. 3-4)
- Sitzungsbericht der Altertumsgeschichte Prussia (1892)
- Analysen vorgeschichtlicher Bronzen Ostpreussens. An ihrem 60jährigen Stiftungstage dem Andenken ihres ehemaligen Vorsitzenden Georg Bujak gewidmet von der Altertumsgesellschaft Prussia, Königsberg: Gräfe & Unzer, 1904. (editore)
- Beiträge zur Kunde der Indogermanischen Sprachen (1877-1906; editore)